# Arquegoniadas

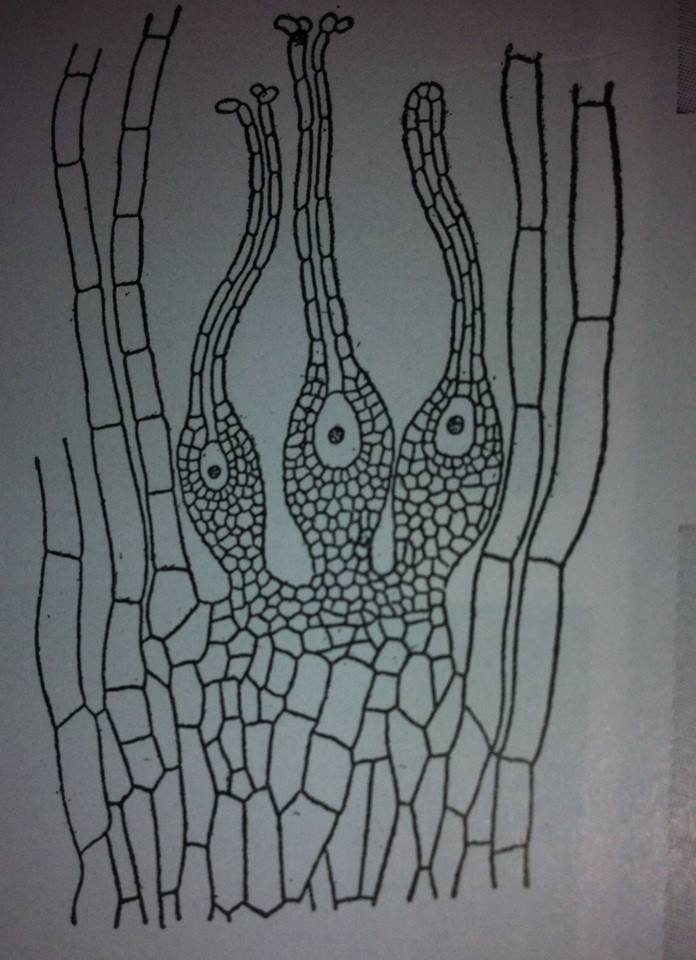
Arquegonios de Funaria en sección longitudinal.

Las arquegoniadas son un tipo de plantas pluricelulares provistas de clorofila, con generación alternante; los macrogametos reciben el nombre de arquegonios, que son órganos con forma de botellita, la parte ensanchada contiene una célula grande que da lugar a la célula huevo;  los microgametos son flagelados. Para la fecundación es imprescindible la presencia de agua, y una vez realizada se desarrolla un embrión. Las esporas están recubiertas   por una membrana dura. Las formas inferiores y el gametófito son talosos, mientras que el esporófito  de las superiores es un cormo. Se dividen en dos subtipos: briofitas y pterofitas.

## Gametocistos
Se forman como los esporocitos, la única diferencia notable es que, en los gametocistos masculinos el número de gametos, debido a su reducido tamaño, puede ser muy grande. En los gametocistos femeninos, por el contrario, cuando la anisogamia es muy pronunciada, el número de gametos femeninos es reducido y con frecuencia el gametocisto femenino no contiene más que un gameto (oosfera).